# Гюнтер Зиццо Шварцбург-Рудольштадтский
Гюнтер Зиццо Шварцбург-Рудольштадтский (нем. Günther Sizzo von Schwarzburg-Rudolstadt; 3 июня 1860, Рудольштадт, Шварцбург-Рудольштадт — 24 марта 1926, Гросхартау, Веймарская республика) — принц из Шварцбургского дома. Глава Шварцбургского дома с 16 апреля 1925 года до своей смерти.

## Биография
Гюнтер Зиццо родился 3 июня 1860 года, в Рудольштадте. Он был единственным сыном князя Фридрих Гюнтер Шварцбург-Рудольштадтского (1793—1867) и его второй жены Елены фон Рейны (1835—1860). Мать Зиццо умерла через три дня после его рождения. Так как брак его родителей был морганатическим, он не имел прав на престолонаследие, и носил титул принца Лейтенбергского.
В 1875 году Зиццо был утвержден суперинтендантом Шорхом. В 1880 году Сиццо вступил в корпус кирасирского полка «Великий курфюрст» № 1. 29 марта 1881 года князь был назначен поручиком. В 1887 году, во время его двух с половиной лет работы в посольстве в Брюсселе. Осенью 1890 года Сиццо получил Шварцбургский орден от принца Гюнтера Виктора. Затем он окончил военную службу и в октябре 1892 года переехал в Гросхартау.
21 апреля 1896 года он получил династические права, а также право наследовать престол. Сразу после получения династических прав, он стал наследником престола. Причина деморганизации Зиццо проста: Правящий князь Виктор Гюнтер был бездетным и он, не считая Зиццо, был единственным представителем своей ветви.
После вымирания в 1909 году, Зондерсхаузенской ветви Шварцбургского дома, он стал наследным принцем Шварцбург-Зондерсхаузена. Однако Зиццо так и не стал князем, так как в результате ноябрьской революции в Германии, все монархии в Германии были свергнуты. Гюнтер Виктор отрёкся от престола 22 ноября 1918 года.
После смерти Гюнтера Виктора в 1925 году он стал главой дома Шварцбургов. Он начал судиться по вопросу наследства, со вдовой Гюнтера Виктора, Анной Луизой Шёнбург-Вальденбургской (1871—1951). Однако пробыл Зиццо главой дома чуть меньше года. Он скончался 24 марта 1926 года, в Гросхартау. Главенство в доме Шварцбургов перешло к его единственному сыну Фридриху Гюнтеру.

## Личная жизнь
Гюнтер Зиццо женился на Александре Ангальтской (1868—1958), 25 января 1897 года в Дессау. Она была дочерью герцога Ангальта Фридриха I и его жены Антуанетты Саксен-Альтенбургской. В браке с Александрой родилось трое детей:
- Мария-Антуанетта (7 февраля 1898 — 4 ноября 1984) — в 1925 году вышла замуж за графа Фридриха Магнуса V Зольмс-Вильденфельского (1886—1945), 5 детей.
- Ирена (27 мая 1899 — 28 февраля 1939), замужем не была. Детей не имела.
- Фридрих Гюнтер (5 марта 1901 — 9 ноября 1971) — в 1938 году женился на Софии Саксен-Веймар-Эйзенахской (1911—1988). Позже супруги развелись в том же году. Детей не имели.